# Maripa (palm)
De maripapalm (Attalea maripa) is een palmensoort uit Zuid-Amerika. De boom komt voor in Brazilië, Suriname, Bolivia, Peru, Ecuador, Colombia, Venezuela, de Guiana's en Trinidad.
Het is een hoge palm die tot 20 meter hoog kan worden. De stam kan 100 cm dik worden. De bloemen worden door bijen bestoven. De boom prefereert vochtige grond, maar niet grond die regelmatig overstroomt. De boom verdraagt sterke winden, maar geen blootstelling aan zeelucht.
De vruchten worden door een groot aantal zoogdieren gegeten. Op het eiland Maracá (Roraima Brazilië) werd waargenomen dat tapirs, halsbandpeccari's, herten en apen ze verorberen. Knaagdieren zoals agoeti's eten de vruchten en als deze niet meer voorhanden zijn, eten ze ook de zaadpit. De meeste soorten eten het vruchtvlees en spugen de pit uit, gewoonlijk niet ver van de boom. Tapirs echter slikken de hele vrucht in en de pit wordt later verder weg van de boom uitgescheiden in de tapirmest. Daarmee dragen zij bij tot de verspreiding van de soort.

## Gebruik door de mens
In Suriname is het de meest voorkomende soort in het hoog savannebos van Zanderij I, een bosgebied dat toebehoort aan het Jan Starke Opleidings- en Onstspanning Centrum (JSOOC) in Para. De rijpe vruchten van de boom zijn eetbaar en van de harde kernen kan olie gesperst worden.
Verkoolde resten van maripazaden zijn in archeologische vindplaatsen in Colombia gevonden. Zij waren negenduizend jaar oud. Het gebruik van de palm is onder inheemse mensen wijdverbreid. De bladeren worden voor matten en als dakbedekking gebruikt.
De vruchten worden tot een aromatisch moes gemaakt dat vrijwel vrij van vezels is en een zoete, aangename smaak heeft. De schil kan verwerkt worden tot een zoutig meel dat als specerij gebruikt wordt. Ook de bovenste jonge scheuten van de palm worden als groente gegeten. Dit kan echter de dood van de boom betekenen, omdat deze dan niet meer in staat is zich te vertakken.